# Isaac Vázquez
Isaac Vázquez (Beariz, Orense, 1926-2003) fue un sacerdote franciscano, teólogo e historiador español, especializado en Historia de la Iglesia Católica.

## Biografía
Estudió en el seminario menor franciscano de Herbón-Padrón y, terminado el noviciado, en 1944 hizo su profesión simple en la Provincia franciscana de Santiago de Compostela.
Cursados los estudios eclesiásticos en Puenteareas (Pontevedra) y Santiago, recibió la ordenación sacerdotal el año 1951. Luego amplió estudios en el Pontificio Ateneo Antoniano de Roma, matriculado en la facultad de teología, sección de historia eclesiástica, en la que obtuvo el doctorado en 1955, con la máxima calificación.
Antes, en 1952 había obtenido el diploma en archivística y en biblioteconomía del Archivo Secreto Vaticano. A su vez, en 1954 inició de los estudios de historia eclesiástica en la Universidad Gregoriana de Roma, en la que se doctoró en 1956. Vuelto a su Provincia se dedicó a la enseñanza en su seminario mayor, a la vez que cursaba estudios de historia en la Universidad de Santiago de Compostela, en la que obtuvo el grado de doctor en 1959.
Isaac Vázquez Janeiro ocupó cargos de responsabilidad y ejerció la docencia en su Provincia y en la Orden, tanto en España como en Roma. Así, por ejemplo, fue maestro y profesor de los estudiantes de su Provincia, guardián del Colegio Cardenal Cisneros de Madrid, vicerrector del Pontificio Ateneo Antonianum de Roma (1969-1975) y rector de la Iglesia española de San Pietro in Montorio (2000-2002).
En el campo de la docencia, además de enseñar en su Provincia y en la Universidad de Santiago, y también en otros centros, fue desde 1963 hasta 1994 profesor de historia moderna y de metodología en el Antonianum de Roma, y de 1996 al 2000 catedrático de historia de la Iglesia en la Universidad Pontificia de Salamanca. Por otra parte, fue director de la revista Archivo Ibero-Americano los años 1962-1963, y de 1966 a 1978 lo fue de la revista Antonianum. Falleció en La Coruña el 19 de febrero del 2003 a raíz de una arriesgada operación de corazón.

## Obra
Las investigaciones de Isaac Vázquez han tenido por objeto campos muy variados, aunque siempre relacionados con la historia, y entre las más de doscientas publicaciones que nos ha dejado en diversas revistas científicas, obras colectivas, enciclopedias y diccionarios, etc, son dignas de especial mención las que se refieren a la historia de la teología y de la mariología franciscanas. En Archivo Ibero-Americano 64 (2004) 507-520, puede verse un elenco de uilhjkn; kl
- Este artículo incorpora texto del Directorio y enciclopedia franciscana, que mediante una autorización han permitido publicar sus contenidos bajo licencia GFDL.